# Jhajha
Jhajha is een notified area in het district Jamui van de Indiase staat Bihar. 

## Demografie
Volgens de Indiase volkstelling van 2001 wonen er 36.424 mensen in Jhajha, waarvan 53% mannelijk en 47% vrouwelijk is. De plaats heeft een alfabetiseringsgraad van 63%. 